# Ворота Ірода
Ворота Ірода (араб. باب الساهرة-bāb-as-sahairad — Квіткові ворота, івр. שער הפרחים) — одні з восьми воріт стіни старого міста Єрусалима побудовані у 1538 році Сулейманом Пишним, у часи створення оборонної стіни навколо міста. Ворота відкривають дорогу із північно-східної частини міста з мусульманського району старого міста у арабський квартал східного Єрусалиму.
Назва «Ворота Ірода» походить з часів середньовіччя, тоді серед паломників панувала думка, що біля цього місця був будинок Ірода Антипи, який за Євангелієм від Луки (Лк. 23:6) допитував у ньому Ісуса Христа.
Під час облоги Єрусалима хрестоносцями у 1099 році на цьому місці Воріт Ірода військам вдалася пробити стіну і увійти в місто.